# Archaeochlus novaezelandiae
Archaeochlus novaezelandiae är en tvåvingeart som beskrevs av Lars Zakarias Brundin 1966. Archaeochlus novaezelandiae ingår i släktet Archaeochlus och familjen fjädermyggor. Inga underarter finns listade i Catalogue of Life.